# أنطونيا برينر
أنطونيا برينر (بالإنجليزية: Mother Antonia)‏ هي راهبة أمريكية، ولدت في 1 ديسمبر 1926 في لوس أنجلوس في الولايات المتحدة، وتوفيت في 17 أكتوبر 2013 في تيخوانا في المكسيك.